# Jacques-Henri Bernardin de Saint-Pierre
Jacques-Henri Bernardin de Saint-Pierre (numit și Bernardin de St. Pierre) (n. 19 ianuarie 1737, Le Havre, Regatul Franței – d. 21 ianuarie 1814, Éragny⁠(d), Seine-et-Oise, Franța) a fost scriitor și botanist francez, precursor al romantismului, discipol al lui Jean-Jacques Rousseau.

## Opera
Cea mai importantă carte a sa este romanul Paul și Virginia („Paul et Virginie”), ilustrare a ideilor idilice ale lui J.J. Rousseau, care considera că la adevărata fericire se ajunge în afara civilizației.
O altă lucrare valoroasă este Călătorie în Isle de France („Voyage à l'Isle de France”) (1773), din domeniul memorialisticii.